# ウェルネスツーリズム
ウェルネスツーリズム（英語: wellness tourism）とは、旅先でのスパ、ヨガ、瞑想、フィットネス、ヘルシー食、レクリエーション、交流などを通して、心と体の健康に気づく旅、地域の資源に触れ、新しい発見と自己開発ができる旅、原点回帰し、リフレッシュし、明日への活力を得る旅のことである。

## 起源
ウェルネスツーリズムの多くはスパツーリズム（英: spa tourism）であり、海外では同義語として使われるケースがみられる。Global Spa & Wellness Summit（2013）の発表資料によると、現在世界中で行われているウェルネスツーリズムのほぼ半数（47％）はスパツーリズムであるという統計がある。このことから、ウェルネスツーリズムの起源のひとつには、紀元前、古代ローマの戦士達の傷や病気の治療に効果的な温泉入浴（スパ）、郊外に展開した公衆浴場への旅に遡ることができる。中世に入ると温泉の医学的効果の検証が進み、18世紀頃には王侯貴族の高級保養地への滞在や都市形成のテーマとして発展を遂げてきた。わが国では、温泉湯治への旅を起源に、『古事記』『日本書紀』のなかに、貴族を中心に病気の治癒、療養に温泉湯治を用いていた記述がみられ、江戸時代には祈願や参詣、名所巡りと湯治をセットにした娯楽観光へ転化していき庶民へと広がっていった。

## 現代のウェルネスツーリズム
現代のウェルネスツーリズムは、Wolfgang Nら（2004）によると、治療といった医療色の強いものから、健康増進、リラクゼーション法、食事（養生法）、運動、美容などで構成したものをウェルネスツーリズムとしている。実際にウェルネスツーリズムをうたい催行している旅行をみると、食、運動、保養、温泉、スパ（SPA）、スポーツ、レクリエーションや文化的活動、相補代替療法から西洋医療の一部に至るまで様々なプログラムが提供されている。

## ウェルネスツーリズム市場規模
グローバルウェルネスインスティチュート（GWI）の調査では、2015年には世界中で6億9,000万人の人々がウェルネスツーリズムに参加し、全世界の旅行収入の15.6％をウェルネスツーリズムが占めていると報告している。一般の観光者に比べ旅行支出額は159%と高く、経済波及効果は1.5兆ドルと大きく、雇用効果は3,280万人分に相当することが試算されている。

## 日本のウェルネスツーリズム
琉球大学の荒川らは日本のウェルネスツーリズムのモデルを提唱している。四季折々の情緒と豊かな自然、世界有数の温泉資源、海洋資源、和食に代表される日本食、精神風土、伝統文化、世界一長寿の統計事実と知恵といった固有の地域資源を「ウェルネス資源」として再構成して提供することで、心身のバランス調整を図り、新しい発見と自己開発、ふと立ち止まれ自分を見つめ直す「原点回帰」となる旅を提唱している。
名古屋市においては、2022年度から全国初の取り組みとして都市型ウェルネスツーリズムを「ウェルネスタイルなごや（Wellnestyle NAGOYA）」としてブランディングし、新たな観光客誘致施策として位置付け推進している。